# Paskal I., protupapa
Protupapa Paskal I.,  katolički protupapa 687. godine. 